# Pieter Bruegel (starszy)
Pieter Bruegel (starszy) (wymowa niderlandzka [ˈpitəɾ ˈbɾøːɣəl], uproszczona polska [piter brechel]) (ur. ok. 1525 w Broghel koło Bredy, zm. 9 września 1569 w Brukseli) – niderlandzki malarz. Zwano go „Chłopskim” ze względu na tematykę jego obrazów.

## Życiorys
Zachowały się zapisy wskazujące, że urodził się w Broghel koło Bredy – nie jest jednak jasne, czy chodzi o miasto Breda w Holandii, czy o belgijskie miasto Bree (po łacinie zwane Breda). Od 1559 zaczął pomijać literę „h” w swym nazwisku, podpisując obrazy jako Bruegel.
Naukę rozpoczynał w pracowni Pietera Coecka van Aelsta, następnie terminował u Claude’a Doriziego w Mechelen. W roku 1551 został z tytułem mistrza przyjęty do gildii św. Łukasza Antwerpii. Podróżował po Włoszech i Francji, po powrocie mieszkał okresowo w Antwerpii, w końcu na stałe osiadł w Brukseli w roku 1563.
W roku 1563 ożenił się z Mayeken, córką swego pierwszego nauczyciela Pietera Coecka. Miał z nią dwóch synów – Pietera Brueghla (zw. Piekielnym) i Jana Brueghla (zw. Aksamitnym). Obaj synowie zostali malarzami, chociaż nie uczyli się od swego ojca (jeden miał 5 lat, a drugi około roku, gdy Pieter starszy zmarł). Malarz spoczął wraz z żoną w kościele Notre-Dame de la Chapelle w Brukseli. Epitafium malarza znajduje się w jednej z kaplic bocznych kościoła. 
Malował przede wszystkim pejzaże, zapełnione postaciami chłopskimi (stąd przydomek). Czerpał motywy z codziennego życia ludu (wesela, uczty, biesiady, kiermasze), z Biblii, ilustrował przysłowia. Często wskazywany jako pierwszy malarz zachodni malujący pejzaże dla nich samych, a nie tylko jako tło dla alegorii religijnych. Malował stylem prostym, nie poddając się dominującej wówczas modzie włoskiej. Często nawiązywał do stylu Boscha. Najsławniejsze jego obrazy znajdują się w muzeum wiedeńskim.

## Dzieła zebrane
Piotrowi Brueglowi przypisuje się autorstwo 45 dzieł w większości namalowanych olejem na desce:

### Obrazy
| Lp. | Tytuł obrazu                                   | Rok powstania | Metoda                                 | Wielkość         | Miejsce przechowywania                   | Grafika |
| --- | ---------------------------------------------- | ------------- | -------------------------------------- | ---------------- | ---------------------------------------- | ------- |
| 1   | Pejzaż z przypowieścią o siewcy                | 1557          | olej na desce                          | 74 × 102 cm      | Timken Museum of Art, San Diego          |         |
| 2   | Pejzaż z upadkiem Ikara                        | ok. 1558      | olej na płótnie naciągniętym na drewno | 73,5 × 112 cm    | Musées Royaux des Beaux-Arts, Bruksela   |         |
| 3.  | Widok Neapolu                                  | ok. 1558      | obraz olejny                           | 39,8 × 69,5 cm   | Galleria Doria Pamphilj, Rzym            |         |
| 4.  | Dwanaście przysłów                             | 1558          | olej na desce                          | 75 × 98 cm       | Museum Mayer van den Bergh, Antwerpia    |         |
| 5.  | Przysłowia niderlandzkie                       | 1559          | olej na desce                          | 117 × 163 cm     | Gemäldegalerie, Berlin                   |         |
| 6.  | Walka karnawału z postem                       | 1559          | olej na desce                          | 118 × 164,5 cm   | Kunsthistorisches Museum, Wiedeń         |         |
| 7.  | Zabawy dziecięce                               | 1560          | olej na desce                          | 118 × 161 cm     | Kunsthistorisches Museum, Wiedeń         |         |
| 8.  | Triumf śmierci                                 | 1562          | olej na desce                          | 117 × 162 cm     | Prado, Madryt                            |         |
| 9.  | Upadek zbuntowanych aniołów                    | 1562          | olej na desce                          | 117 × 162 cm     | Musées Royaux des Beaux-Arts, Bruksela   |         |
| 10. | Samobójstwo Saula                              | 1562          | olej na desce                          | 33,5 × 55 cm     | Kunsthistorisches Museum, Wiedeń         |         |
| 11. | Pokłon Trzech Króli                            | 1562          | płótno                                 | 168 × 122 cm     | Musées Royaux des Beaux-Arts, Bruksela   |         |
| 12. | Dwie małpy                                     | 1562          | obraz olejny                           | 20 × 23 cm       | Gemäldegalerie, Berlin                   |         |
| 13. | Pejzaż z ucieczką do Egiptu                    | 1563          | olej na płótnie                        | 37 cm × 56 cm    | Courtauld Institute of Art               |         |
| 14. | Wieża Babel                                    | 1563          | olej na dębowej desce                  | 114 × 155 cm     | Kunsthistorisches Museum, Wiedeń         |         |
| 15. | Mała wieża Babel                               | ok. 1563      | olej na desce                          | 60 × 74,5 cm     | Museum Boijmans Van Beuningen, Rotterdam |         |
| 16  | Dulle Griet                                    | 1564          | olej na desce                          | 117,4 × 162 cm   | Museum Mayer van den Bergh, Antwerpia    |         |
| 17. | Pokłon Trzech Króli                            | 1564          | olej na płótnie                        | 111 × 83,5 cm    | National Gallery w Londynie              |         |
| 18. | Droga krzyżowa                                 | 1564          | olej na płótnie                        | 124 × 170 cm     | Kunsthistorisches Museum, Wiedeń         |         |
| 19. | Głowa starej wieśniaczki                       | po 1564       | olej na dębowej desce                  | 22 × 17 cm       | Stara Pinakoteka, Monachium              |         |
| 20. | Rzeź niewiniątek                               | 1565          | olej na dębowej desce                  | 116 × 160 cm     | Kunsthistorisches Museum, Wiedeń         |         |
| 21. | Wino w Dniu Świętego Marcina                   | 1565–1568     | tempera na płótnie                     | 168 × 122 cm     | Prado, Madryt                            |         |
| 22. | Zimowy pejzaż z łyżwiarzami i pułapką na ptaki | 1565          | olej na dębowej desce                  | 38 × 56 cm       | Musées Royaux des Beaux-Arts, Bruksela   |         |
| 23. | Żniwa                                          | 1565          | olej na dębowej desce                  | 118 × 163 cm     | Metropolitan Museum of Art, Nowy Jork    |         |
| 24. | Powrót stada                                   | 1565          | olej na dębowej desce                  | 117 × 159 cm     | Kunsthistorisches Museum, Wiedeń         |         |
| 25. | Sianokosy                                      | ok. 1565      | olej na desce                          | 114 × 158 cm     | Galeria Narodowa, Praga                  |         |
| 26. | Pochmurny dzień                                | 1565          | olej na dębowej desce                  | 118 × 163 cm     | Kunsthistorisches Museum, Wiedeń         |         |
| 27. | Myśliwi na śniegu                              | 1565          | olej na desce                          | 117 × 162 cm     | Kunsthistorisches Museum, Wiedeń         |         |
| 28. | Spis ludności w Betlejem                       | 1566          | olej na desce                          | 115,5 × 164,5 cm | Musées Royaux des Beaux-Arts, Bruksela   |         |
| 29. | Kraina szczęśliwości                           | 1567          | olej na dębowej desce                  | 52 × 78 cm       | Stara Pinakoteka, Monachium              |         |
| 30. | Kazanie św. Jana Chrzciciela                   | 1566          | olej na płótnie                        | 95 × 160,5 cm    | Muzeum Sztuk Pięknych w Budapeszcie      |         |
| 31. | Wiejski taniec                                 | 1566          | olej na desce                          | 114 × 164 cm     | Detroit Institute of Arts                |         |
| 32. | Nawrócenie Szawła                              | 1567          | olej na desce                          | 108 × 156 cm     | Kunsthistorisches Museum, Wiedeń         |         |
| 33. | Pokłon Trzech Króli na śniegu                  | 1567          | tempera na desce                       | 35 × 55 cm       | Oskar Reinhart Collection, Winterthur    |         |
| 34. | Taniec wieśniaków                              | 1568          | olej na desce                          | 114 × 164 cm     | Kunsthistorisches Museum, Wiedeń         |         |
| 35. | Ślepcy                                         | 1568          | tempera na desce                       | 86 × 154 cm      | Museo di Capodimonte Neapol              |         |
| 36. | Kalecy                                         | 1568          | olej na desce                          | 18 × 21 cm       | Luwr, Paryż                              |         |
| 37. | Mizantrop                                      | 1568          | tempera na płótnie                     | 86 × 85 cm       | Museo di Capodimonte, Neapol             |         |
| 38. | Chłopskie wesele                               | 1568          | olej na desce                          | 114 × 163 cm     | Kunsthistorisches Museum, Wiedeń         |         |
| 39. | Złodziej gniazd                                | 1568          | olej na desce                          | 59 × 68 cm       | Kunsthistorisches Museum, Wiedeń         |         |
| 40. | Pejzaż z szubienicą                            | 1568          | olej na desce                          | 45,9 × 50,8 cm   | Hessisches Landesmuseum, Darmstadt       |         |

### Grafiki
| Lp. | Tytuł obrazu                 | Rok powstania | Metoda             | Wielkość       | Miejsce przechowywania                | Grafika |
| --- | ---------------------------- | ------------- | ------------------ | -------------- | ------------------------------------- | ------- |
| 1   | Wielkie ryby jedzą małe ryby | 1556          | ołówek na papierze | 21,5 × 30,2 cm | Wiedeń, Graphische Sammlung Albertina |         |
| 2   | Targ w Hoboken               | 1559          | ołówek na papierze | 26,5 × 39,4 cm | Courtauld Gallery                     |         |
| 3   | Polowanie na dzikie króliki  | 1566          |                    | 22,2 × 39 cm   | Muzeum Narodowe w Warszawie           |         |

### Grisaille
| Lp. | Tytuł obrazu            | Rok powstania | Metoda | Wielkość   | Miejsce przechowywania                  | Grafika |
| --- | ----------------------- | ------------- | ------ | ---------- | --------------------------------------- | ------- |
| 1.  | Chrystus i cudzołożnica | 1565          |        | 34 × 24 cm | Courtald Institute Galleries w Londynie |         |
| 2.  | Śmierć Marii Panny      | 1564          |        | 55 × 36 cm | Upton House, Banbury                    |         |

### Dzieła ze szkoły Bruegla
| Lp. | Tytuł obrazu           | Rok powstania | Metoda        | Wielkość       | Miejsce przechowywania  | Grafika |
| --- | ---------------------- | ------------- | ------------- | -------------- | ----------------------- | ------- |
| 1.  | Kuszenie św. Antoniego | 1557–1558     | olej na desce | 57,8 × 85,7 cm | National Gallery of Art |         |

### Dzieła o wątpliwym autorstwie Bruegla
| Lp. | Tytuł obrazu                   | Rok powstania | Metoda        | Wielkość       | Miejsce przechowywania           | Grafika |
| --- | ------------------------------ | ------------- | ------------- | -------------- | -------------------------------- | ------- |
| 1.  | Chrystus i Jezioro Galilejskie | 1553          | olej na desce | 67 × 100 cm    | Nowy Jork, kolekcja prywatna     |         |
| 2.  | Sztorm na morzu                | 1568          | olej na desce | 71 cm × 97 cm  | Kunsthistorisches Museum, Wiedeń |         |
| 3.  | Trzech żołnierzy               | 1568          | olej na desce | 20,3 × 17,8 cm | Nowy Jork, Frick Collection      |         |

## Genealogia Brueghlów
|  |  |                           |                           |                           |                           | Pieter Bruegel (starszy)  |                           |  |  |                        |                        |                        |                        |                        |                        |  |  |               |               |               |               |               |               |  |  |                         |                         |                         |                         |                         |                         |  |  |
|  |  |                           |                           |                           |                           |                           |                           |  |  |                        |                        |                        |                        |                        |                        |  |  |               |               |               |               |               |               |  |  |                         |                         |                         |                         |                         |                         |  |  |
|  |  |                           |                           |                           |                           |                           |                           |  |  |                        |                        |                        |                        |                        |                        |  |  |               |               |               |               |               |               |  |  |                         |                         |                         |                         |                         |                         |  |  |
|  |  | Pieter Brueghel (młodszy) | Pieter Brueghel (młodszy) | Pieter Brueghel (młodszy) | Pieter Brueghel (młodszy) | Pieter Brueghel (młodszy) | Pieter Brueghel (młodszy) |  |  | Jan Brueghel (starszy) | Jan Brueghel (starszy) | Jan Brueghel (starszy) | Jan Brueghel (starszy) | Jan Brueghel (starszy) | Jan Brueghel (starszy) |  |  |               |               |               |               |               |               |  |  |                         |                         |                         |                         |                         |                         |  |  |
|  |  | Pieter Brueghel (młodszy) | Pieter Brueghel (młodszy) | Pieter Brueghel (młodszy) | Pieter Brueghel (młodszy) | Pieter Brueghel (młodszy) | Pieter Brueghel (młodszy) |  |  | Jan Brueghel (starszy) | Jan Brueghel (starszy) | Jan Brueghel (starszy) | Jan Brueghel (starszy) | Jan Brueghel (starszy) | Jan Brueghel (starszy) |  |  |               |               |               |               |               |               |  |  |                         |                         |                         |                         |                         |                         |  |  |
|  |  |                           |                           |                           |                           |                           |                           |  |  |                        |                        |                        |                        |                        |                        |  |  |               |               |               |               |               |               |  |  |                         |                         |                         |                         |                         |                         |  |  |
|  |  |                           |                           |                           |                           |                           |                           |  |  |                        |                        |                        |                        |                        |                        |  |  |               |               |               |               |               |               |  |  |                         |                         |                         |                         |                         |                         |  |  |
|  |  | Ambrosius Brueghel        | Ambrosius Brueghel        | Ambrosius Brueghel        | Ambrosius Brueghel        | Ambrosius Brueghel        | Ambrosius Brueghel        |  |  | Jan Brueghel (młodszy) | Jan Brueghel (młodszy) | Jan Brueghel (młodszy) | Jan Brueghel (młodszy) | Jan Brueghel (młodszy) | Jan Brueghel (młodszy) |  |  | Anna Brueghel | Anna Brueghel | Anna Brueghel | Anna Brueghel | Anna Brueghel | Anna Brueghel |  |  | David Teniers (młodszy) | David Teniers (młodszy) | David Teniers (młodszy) | David Teniers (młodszy) | David Teniers (młodszy) | David Teniers (młodszy) |  |  |
|  |  | Ambrosius Brueghel        | Ambrosius Brueghel        | Ambrosius Brueghel        | Ambrosius Brueghel        | Ambrosius Brueghel        | Ambrosius Brueghel        |  |  | Jan Brueghel (młodszy) | Jan Brueghel (młodszy) | Jan Brueghel (młodszy) | Jan Brueghel (młodszy) | Jan Brueghel (młodszy) | Jan Brueghel (młodszy) |  |  | Anna Brueghel | Anna Brueghel | Anna Brueghel | Anna Brueghel | Anna Brueghel | Anna Brueghel |  |  | David Teniers (młodszy) | David Teniers (młodszy) | David Teniers (młodszy) | David Teniers (młodszy) | David Teniers (młodszy) | David Teniers (młodszy) |  |  |
|  |  |                           |                           |                           |                           |                           |                           |  |  |                        |                        |                        |                        |                        |                        |  |  |               |               |               |               |               |               |  |  |                         |                         |                         |                         |                         |                         |  |  |
|  |  |                           |                           |                           |                           |                           |                           |  |  | Abraham Brueghel       |                        |                        |                        |                        |                        |  |  |               |               |               |               |               |               |  |  |                         |                         |                         |                         |                         |                         |  |  |

## Nawiązania
Wiele utworów Jacka Kaczmarskiego to ekfrazy obrazów Bruegla starszego. Ślepcy są w ogóle pierwszą z nich, a pewną inspiracją do takiego rozwoju twórczości była wcześniejsza ekfraza Wisławy Szymborskiej nawiązująca do Dwóch małp.
- Obraz Droga krzyżowa opisał w książce Bruegel. Młyn i Krzyż Michael Francis Gibson[4]. Na jej podstawie powstał w 2011 film Młyn i krzyż w reżyserii Lecha Majewskiego.
- Wileński zimowy pejzaż Romualda Mieczkowskiego, fotografia Wilna – z zimowym remark –  koresponduje z obrazem świata według Bruegla[5].
- Malarstwo Witalisa Sarosieka (1945–2012) - Sokólskiego Brueghla - w twórczości  Leonarda Drożdżewicza.[6],
- Film animowany Pieter Bruegel, „Wieża Babel”[7].

## Uwaga
1. ↑  Często spotykana wymowa nazwiska jako [brojgel] (lub [brojgl]) nie jest poprawna.